# 11-celdas
| 11-celdas | 11-celdas                        |
| --- | -------------------------------- |
| Los 11 hemicosaedros con vértices etiquetados por índices 0..9,t. Las caras están coloreadas por la celda a la que se conectan, definidas por los pequeños cuadros de colores |                                  |
| Tipo | 4-politopos regulares abstractos |
| Celdas | 11 hemicosaedros                 |
| Caras | 55 {3}                           |
| Aristas | 55                               |
| Vértices | 11                               |
| Figura de vértice | Hemidodecaedro                   |
| Símbolo de Schläfli | {3,5,3}                          |
| Grupo de simetría | Orden 660 L2(11) abstracto       |
| Dual | Autodual                         |
| Propiedades | Regular                          |

En matemáticas, un 11-celdas (o hendecacorón) es un 4-politopo regular abstracto autodual (un tipo de polícoro, es decir, de politopo en cuatro dimensiones). Sus 11 celdas son hemicosaedros. Posee 11 vértices, 55 aristas y 55 caras. Su tipo de Schläfli es {3,5,3}, con 3 hemicosaedros (tipo de Schläfli {3,5}) alrededor de cada arista.
Posee un orden de simetría de 660, calculado como el producto del número de celdas (11) y la simetría de cada celda (60). Su estructura de simetría es la del grupo abstracto lineal proyectivo especial L2(11).
Fue descubierto en 1977 por Branko Grünbaum, quien lo construyó pegando hemi-icosaedros, tres en cada arista, hasta que la forma se cerró. Fue descubierto de forma independiente por Harold Scott MacDonald Coxeter en 1984, quien estudió su estructura y simetría con mayor profundidad.

## Politopos relacionados
Proyección ortogonal de un 10-símplex, con 11 vértices y 55 aristas.
El 11-celdas abstracto contiene el mismo número de vértices y de aristas que el 10-símplex de 10 dimensiones, y posee 1/3 de sus 165 caras. Por lo tanto, se puede dibujar como una figura regular en el espacio de 10 dimensiones, aunque sus celdas hemi-icosaédricas están sesgadas; es decir, cada celda no está contenida dentro de un subespacio tridimensional plano.